# Mats Jingblad
Mats Jingblad, född 9 augusti 1958 i Halmstad, är en svensk tidigare fotbollsspelare, numera sportchef. Som aktiv spelare spelade han större delen av sin karriär i Halmstads BK för vilka han gjorde 216 allsvenska matcher. Han har sedan tränat ett antal lag, bland annat Halmstads BK, IFK Göteborg, Örebro SK och Landskrona BoIS. Jingblad ledde IFK Norrköping till uppflyttning från Superettan 2007, men också degradering igen från Allsvenskan 2008, vilket ledde till hans avsked från klubben. Han var fram till hösten 2013 tränare för Halmstad BK:s U-19 lag, men blev den 6 november 2013 klar som sportchef för Hammarby IF. 10 mars 2017 lämnade Mats Jingblad sitt uppdrag som sportchef för Hammarby IF. 
2018 inledde Jingblad tränaruppdrag för division 3-klubben BK Astrio i Halmstad.

## Meriter

### Som spelare
- Landskamper: 10 (1982-1984)
- SM-guld: 1979 (med Halmstads BK)

### Som tränare
- Svenska cupen: 1995 (med Halmstads BK)
- SM-guld: 1996 (med IFK Göteborg)
- Vinnare Superettan 2007 (med IFK Norrköping)
- JSM-guld: 2012 (med Halmstads BK)